# Arco venoso palmar profundo
O arco venoso palmar profundo é um arco venoso da mão.